# Томсон, Томас (химик)
Томас Томсон (англ. Thomas Thomson; 12 апреля 1773, Крифф — 2 июля 1852, Kilmun) — шотландский химик, профессор химии, врач, доктор медицинских наук и минералог, научные работы и научная деятельность которого были связаны с исследованием химического состава растений и способствовали распространению теории атомного строения вещества Джона Дальтона.
Томас Томсон является отцом известного шотландского ботаника, врача и профессора химии Томаса Томсона.

## Биография
Томас Томсон родился в городе Крифф 12 апреля 1773 года.
Он учился в Сент-Эндрюсском университете. В 1799 году Томас Томсон закончил Эдинбургский университет и стал доктором медицинских наук. Он работал учителем и писал статьи по химии и связанным с ней дисциплинам для Энциклопедии Британника. Томас Томсон писал научные статьи по минералогии, о химическом составе растений (по фитохимии), по веществам растительного происхождения, веществам животного происхождения, а также по красящим веществам. В 1805 году Томас Томсон был избран членом Королевского общества Эдинбурга. В 1811 году он был избран членом Лондонского королевского общества. В 1813 году Томас Томсон переехал в Лондон. В 1817 году он стал преподавателем химии в Университете Глазго.
Томас Томсон умер 2 июля 1852 года.

## Избранные научные работы
- Survey of Chemistry. 1802.
- The Elements of Chemistry. 1810[8].
- History of the Royal Society, from its institution to the end of the eighteenth century. 1812[9].
- An Attempt to Establish the First Principles of Chemistry by Experiment. 1825[10].
- History of Chemistry. 1830[11].
- A System of Chemistry of Inorganic Bodies. 1831[12].
- Chemistry of Animal Bodies. 1843[13].

## В культуре
15 июня 2011 года в Санкт-Петербурге в Александровском парке по заказу «Газпрома» была установлена скульптурная группа «Зодчие», изображающая великих архитекторов Российской империи, создавших облик Петербурга. Среди них имеется скульптура французского архитектора Ж.-Ф. Тома де Томона работы заслуженного художника России Александра Таратынова. Однако, как выяснилось в 2018 году, вместо Ж.-Ф. Тома де Томона скульптор изобразил химика Томаса Томсона. Автор заявил, что причиной ошибки явилась статья об архитекторе в Википедии, где был помещён ошибочный портрет. Однако, хотя такая ошибка в Википедии действительно имела место, портрет химика был загружен 30 июня 2011 года, уже после открытия памятника.